# Anchilee Scott-Kemmis
Anchilee Scott-Kemmis (en tailandés: แอนชิลี สก็อต-เคมมิส; nacida el 30 de julio de 1999) es una modelo tailandesa-australiana y ganadora de Miss Universo Tailandia 2021 y representó a Tailandia en Miss Universo 2021. No pudo ingresar al Top 16 de cuartofinalistas, lo que puso fin oficialmente a la racha de seis años de clasificaciones consecutivas de Tailandia en Miss Universo, desde 2015 hasta 2020.

## Primeros años y educación
Scott-Kemmis nació el 30 de julio de 1999 de padre australiano y madre tailandesa. Se graduó de NIST International School en Bangkok y recibió una licenciatura en Sociología de la Universidad de Sídney, Australia.
Cuando era niña, a menudo la criticaban por la forma de su cuerpo. Debido a esto, inició la campaña «#RealSizeBeauty» en las redes sociales para crear conciencia sobre la redefinición de los estándares de belleza al celebrar la individualidad y la positividad corporal.